# Рорау (Нижняя Австрия)
Рора́у (нем. Rohrau (Niederösterreich)) — Торговая община в Австрии, в федеральной земле Нижняя Австрия. Находится в 15 километрах к юго-западу от Хайнбурга. 
Входит в состав округа Брук-на-Лайте.  Население составляет 1536 человек (на 31 декабря 2005 года). Занимает площадь 20,47 км². Официальный код — 3 07 21.

## История
Рорау веками служил резиденцией старшей ветви графского рода Гаррахов. В их поместье имеется крупная частная картинная галерея. В семье служащих графов родились знаменитый композитор Й. Гайдн и его брат Микаэль.

## Политическая ситуация
Бургомистр коммуны — Херберт Шпекль (АНП) по результатам выборов 2005 года.
Совет представителей коммуны (нем. Gemeinderat) состоит из 19 мест.
- АНП занимает 14 мест.
- СДПА занимает 5 мест.